# オスマニー・ユアントレーナ
オスマニー・ユアントレーナ・ポルトゥオンド（Osmany Juantorena Portuondo、1985年8月12日 - ）は、キューバ出身でイタリア市民権を持つ男子バレーボール選手。

## 来歴
サンティアーゴ・デ・クーバ出身。イタリア代表。キューバの公用語はスペイン語のため、母国ではフアントレーナという発音になる。

### クラブチーム
1997年、わずか12歳のときにキューバのトップリーグでデビュー。7年間キューバ国内で活躍した後、2004年にロシアリーグのウラル・ウファへ入団した。2009年、イタリアセリエAのトレンティーノ・バレーに移籍。2009/10、2010/11シーズンの欧州チャンピオンズリーグで優勝を果たした。また、2009～2012年にかけてのFIVB世界クラブ選手権で金メダルを獲得した。2013年、トルコリーグのHalkbankへ移籍し、2013/14シーズンでトルコ選手権とトルコカップで優勝を果たした。2015年、イタリアセリエAのASバレー・ルーベに移籍した。2018/19シーズンの欧州チャンピオンズリーグで優勝へ導いた。2019年のFIVB世界クラブ選手権で金メダルを獲得した。
2024年、Mint Vero Volley Monzaと契約。

### 代表チーム
2003から2006年にかけてキューバ代表でプレー。2005年、ワールドリーグで銅メダルを獲得した。その後、イタリアに帰化し2015年にイタリア代表に初招集される。同年9月のワールドカップで銀メダルを獲得した。2016年、リオデジャネイロオリンピックにおいて銀メダルへ導いた。2018年、自国開催となった世界選手権に出場し5位となった。2021年開催の東京2020オリンピックに出場、大会後にイタリア代表から退く意向を表明した。

## 球歴
- オリンピック - 2016年、2021年
- ワールドカップ - 2015年
- 世界選手権 - 2018年
- 欧州選手権 - 2015年、2019年

## 所属クラブ
- Santiago De Cuba（1997-2004年）
- ウラル・ウファ（2004-2006年）
- トレンティーノ・バレー（2009-2013年）
- Halkbank Ankara（2013-2015年）
- Al Arabi SC（2015年）
- ASバレー・ルーベ（2015-2022年）
- Shanghai Bright（2022-2023年）
- Ziraat Bankası Ankara（2023年）
- モデナ・バレー（2023-2024年）
- Mint Vero Volley Monza（2024-）